# Argyrogrammana barine
Argyrogrammana barine is een vlindersoort uit de familie van de prachtvlinders (Riodinidae), onderfamilie Riodininae.
Argyrogrammana barine werd in 1887 beschreven door Staudingerl.